# Povodeň na Žluté řece 1938

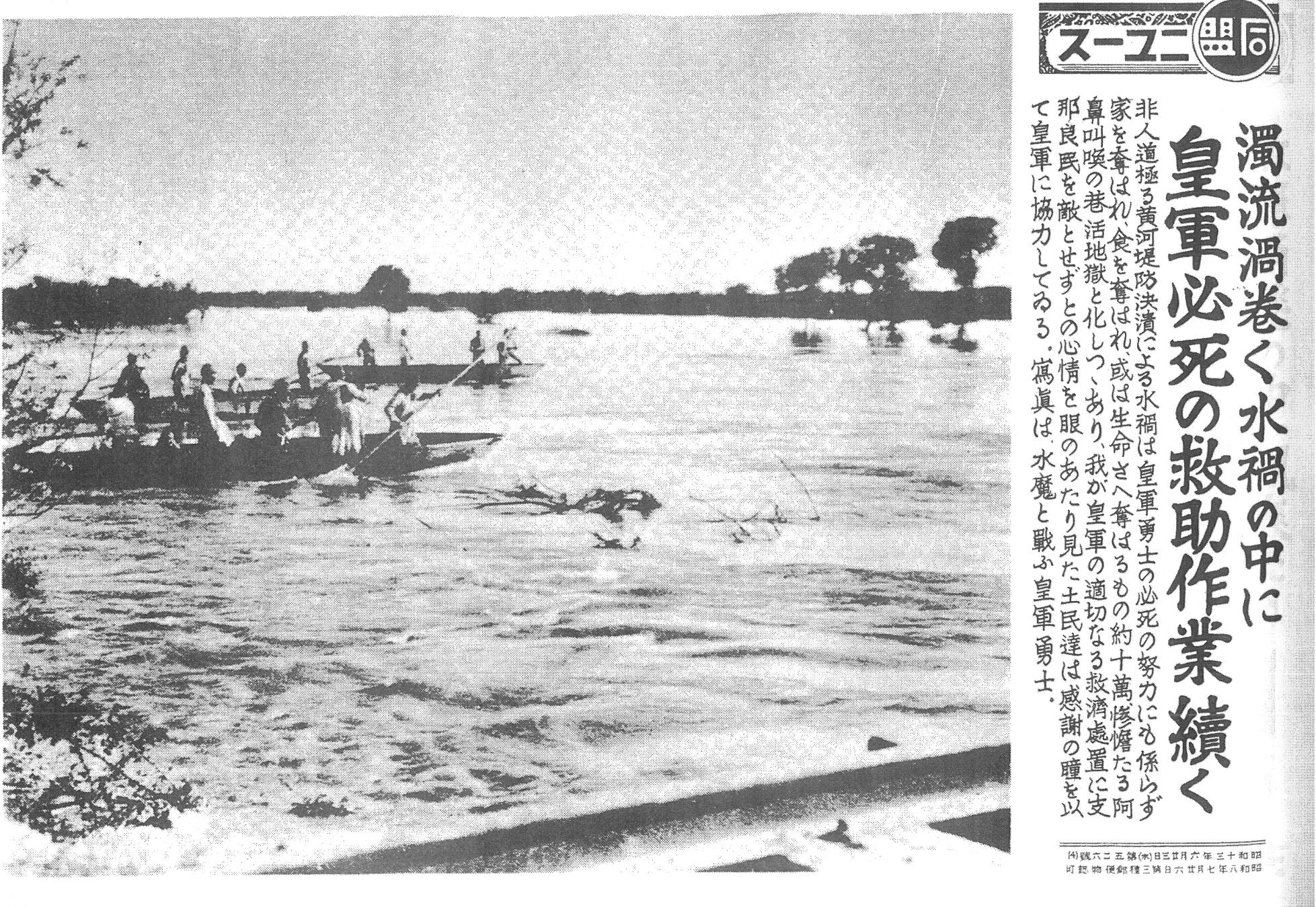
Japonští vojáci zachraňují čínské rolníky ze zaplavených oblastí.

Povodeň na Žluté řece 1938 byla povodeň způsobená Čínskou vládou ve střední Číně během prvních dní Druhé čínsko-japonské války ve snaze zastavit rychlý postup Japonské císařské armády.

## Strategická situace a povodeň
V červnu 1937 získali Japonci kontrolu nad Severní Čínou. 6. června obsadili Kchaj-feng, hlavní město provincie Che-nan a ohrožovali významný železniční uzel v městě Čeng-čou.
Aby zastavil japonský postup do západní a jižní Číny, nařídil Čankajšek proražení hrází na jižním břehu Žluté řeky. Plán byl uskutečněn 5. a 7. června. Povodňová vlna zasáhla provincie Che-nan, An-chuej a Ťiang-su, pokryla a zničila farmářskou půdu o rozloze 54 000 km² a posunula ústí Žluté řeky o sto kilometrů jižněji. Tisíce vesnic byly zaplaveny nebo zničeny a miliony vesničanů se tak stali uprchlíky. Oficiální poválečná komise Kuomintangu odhadla počet obětí povodně na 800 000, tento počet ale může být podhodnocen.

## Důsledky
Povodeň zabránila japonské armádě v obsazení Čeng-čou, avšak nezabránila jí v obsazení dočasného sídla vlády v městě Wu-chan.
Kromě ohromného počtu mrtvých ovlivnila povodeň krajinu na několik let dopředu. Zaplavené venkovské oblasti byly víceméně opuštěny a veškeré osivo zničeno. Po opadnutí vody zůstala pole zasolená a veškeré zavlažovací kanály zanesené bahnem. Lidé postižení katastrofou vinili ze své situace jak vládu tak Japonce. Vyhození hráze se tak stalo nástrojem pro rekrutování nových členů Komunistické strany Číny, která ve vyplavených oblastech získala silnou podporu.
V letech 1946-1947 nacionalistická vláda opravila proražené hráze a Žlutá řeka se vrátila do svého původního koryta.